# NGC 2649
NGC 2649 è una galassia a spirale (barrata?) situata nella costellazione della Lince, a una distanza di circa 214 milioni di anni luce dalla nostra Via Lattea.

## Scoperta
La galassia è stata scoperta il 5 febbraio 1788 dall'astronomo britannico di origine tedesca William Herschel.

## Descrizione
NGC 2649 ha una classe di luminosità II-III e presenta una larga riga a 21 cm dell'idrogeno neutro.
Viene considerata una galassia di campo, cioè una galassia che non appartiene ad alcun ammasso o gruppo di galassie ed è quindi gravitazionalmente isolata.

## Classificazione
Wolfgang Steinicke e Seligman classificano NGC 2649 come una galassia a spirale barrata, anche se nelle recenti immagini riprese nel corso dell'indagine SDSS la presenza della barra centrale non risulta evidente. NASA/IPAC la classifica come galassia a spirale intermedia.